# Зяблюк Андрій Михайлович
Андрі́й Миха́йлович Зяблю́к (нар.3 січня 1964) — український художник, член НСХУ (1992).
Зяблюк Андрій Михайлович народився 3 січня 1964 р., у м. Львів. Закінчив Київський державний художній інститут (1991). Голова спільноти молодих українських художників «БЖ-АРТ».